# Absaloms Run
Absaloms Run är ett vattendrag i Kanada.   Det ligger i provinsen Nova Scotia, i den sydöstra delen av landet, 800 km öster om huvudstaden Ottawa. Absaloms Run ligger vid sjön Long Lake.
I omgivningarna runt Absaloms Run växer i huvudsak blandskog. Runt Absaloms Run är det mycket glesbefolkat, med 5 invånare per kvadratkilometer.